# 쓰즈키촌
쓰즈키촌(일본어: 都々城村)은 일본 교토부 쓰즈키군에 설치되었던 촌이다. 현재의 야와타시 남동부에 해당한다.